# Kubiláj mongol nagykán
Kubiláj kán (1215. szeptember 23. – 1294. február 18.) a Mongol Birodalom nagykánja (1260–1294), a kínai Jüan-dinasztia alapítója és első császára (1279–1294). Korábban a mongol kánok egyszerűen birtokolták Kínát, míg Kubiláj deklarálta a Jüan-dinasztia létrehozását.
Nevét Kubláj, Kublaj és Hubilai kánként is említhetik, a török nyelvben Kubilay Han-nak ejtik. Toluj és Sorghaghtani Beki második fiaként jött a világra, Dzsingisz kán unokájaként. Bátyja, Möngke örökébe lépett 1260-ban. Kubiláj kán testvére, Hülegü elfoglalta Perzsiát és megalapította az Ilhánida Birodalmat.

## Uralkodása
Möngke 1259-ben meghalt a Déli Szung elleni háborúban, de a helyére lépő Kubiláj kán folytatta a támadásokat. Ekkorra már darabokra szakadt a mongol világbirodalom, Kubiláj uralma alatt csak Mongólia és Észak-Kína, a volt Csin területe állt. Kubiláj 1264-ben a mai Pekingbe helyezte székhelyét, a várost Tatunak (Daidu, „Nagy Főváros”) nevezte el. 1271-ben császárnak kiáltatta ki magát, dinasztiájának pedig a Jüan („Kezdet”) nevet adta. Eközben 1268 óta folyamatosan háborúzott a Déli Szung ellen, amelyet végül hosszú és elkeseredett harc után 1279-ben megsemmisített. Kína tehát a mongolok uralma alatt egyesült.
1274-ben és 1281-ben is hatalmas flottát szerelt fel Japán megtámadására, de az inváziós flottát mindkétszer megsemmisítette egy-egy tájfun. A második hadjárat veszteségeit egyes források 4000 hajóra és 140 ezer emberre teszik — ha ezt elfogadjuk, ez volt a történelem legnagyobb hajókatasztrófája.
Kubiláj kán uralkodása alatt utazott Kínába Marco Polo, a velencei kereskedő, aki 17 évet töltött Kubiláj birodalmában, s még magas hivatali rangot is kapott. Visszaemlékezéseiben lenyűgöző – és kortársai számára hihetetlen – képet festett a gazdag és fejlett kínai világról, amelynek Szung-kor végi virágzását még nem pusztította el a mongol uralom. Megjegyzendő, hogy Polo csak egy volt az ekkoriban Kínába látogató számos európai közül. Ugyancsak a Jüan-korban érkezett Kínába a pápa küldötte, Montecorvinói János, aki 1307-től Peking érseke lett, valamint a ferences rendi György barát  (ő az első magyar, akiről tudjuk, hogy eljutott Kínába). A mongol uralkodók, akiknek nem volt felhőtlen a viszonyuk az általuk kormányzott kínaiakkal, előszeretettel alkalmaztak idegen származású hivatalnokokat, megnyitották Kínát a külföldi kereskedők előtt, és engedték, sőt sokszor támogatták, hogy a legkülönbözőbb idegen vallások megtelepedjenek a birodalmukban.
A Jüan-kori felkelések közül a legjelentősebb a buddhista Fehér Lótusz szekta által szervezett mozgalom volt, amelyet a résztvevők fejfedőjéről „vörösturbánosok” (a Maitréja-kultusz hívei) felkelésének neveznek. Az északon kitört, 1351-től 1363-ig tartó lázadást a mongolok végül leverték, de uralmuk véglegesen meggyengült.